# Xã Jones, Quận Scott, Arkansas
Xã Jones (tiếng Anh: Jones Township) là một xã thuộc quận Scott, tiểu bang Arkansas, Hoa Kỳ. Năm 2010, dân số của xã này là 99 người.